# Histoire des Juifs au Népal
La communauté juive permanente au Népal est très petite et se compose essentiellement de fonctionnaires Chabad et membres du personnel diplomatique.  
Le Népal a établi des relations diplomatiques avec Israël en 1960. Chez les Juifs, le Népal est connu comme étant une première destination des routards Israéliens. En 1986, l'ambassade d'Israël dans la partie Thamel du Katmandu a commencé à organiser la fête du Séder de Pessa'h pour les voyageurs Israéliens. En 1999, la Chabad organisation a repris cette tradition et est devenu l'organisateur principal de cet événement annuel. En 2006, le "seder Chabad" de l'année a reçu 1 500 participants. Le chef rabbin actif de Chabad au Népal est Chezky Lifshitz. En novembre 2007, Rabbi Lifshitz a annoncé l'ouverture d'une seconde maison Chabad permanente, dans la ville de Pokhara, pour aider les voyageurs juifs dans cette région.